# Theta Pyxidis
Theta Pyxidis (61 Pyxidis) é uma estrela na direção da constelação de Pyxis. Possui uma ascensão reta de 09h 21m 29.60s e uma declinação de −25° 57′ 55.5″. Sua magnitude aparente é igual a 4.71. Considerando sua distância de 522 anos-luz em relação à Terra, sua magnitude absoluta é igual a −1.31. Pertence à classe espectral M0III.